# Fontanella (Áustria)
Fontanella é um município da Áustria, situado no distrito de Bludenz, na estado de Vorarlberg. Tem 31,17 km² de área e sua população em 2019 foi estimada em 463 habitantes.